# Topomyia yanbareroides
Topomyia yanbareroides is een muggensoort uit de familie van de steekmuggen (Culicidae). De wetenschappelijke naam van de soort is voor het eerst geldig gepubliceerd in 1995 door Dong & Miyagi.